# 3615 Safronov
3615 Safronov (1983 WZ) là một tiểu hành tinh vành đai chính được phát hiện ngày 29 tháng 11 năm 1983 bởi E. Bowell ở Flagstaff (AM).